# خط عرض 47° جنوب
خط عرض 47° جنوب هي إحدى دوائر العرض الجغرافية، وهي دوائر وهمية تحيط بالكرة الأرضية، وموازية لخط الاستواء، وتتميز هذه الدائرة بأن الأراضي الواقعة عليها تنتمي للمنطقة المعتدلة الباردة.

## حول العالم
خط عرض 47° جنوب يبدأ من خط الزوال الأولي ويتجه شرقا ويمر عبر:
| الإحداثيات                           | البلد أو الإقليم أو البحر | ملاحظات                                         |
| ------------------------------------ | ------------------------- | ----------------------------------------------- |
| 47°0′S 0°0′E / 47.000°S 0.000°E      | المحيط الأطلسي            |                                                 |
| 47°0′S 20°0′E / 47.000°S 20.000°E    | المحيط الهندي             | مرورا بجنوب the جزر الأمير إدوارد, جنوب إفريقيا |
| 47°0′S 147°0′E / 47.000°S 147.000°E  | المحيط الهادئ             | بحر تسمان                                       |
| 47°0′S 167°42′E / 47.000°S 167.700°E | نيوزيلندا                 | جزيرة ستيوارت                                   |
| 47°0′S 168°13′E / 47.000°S 168.217°E | المحيط الهادئ             |                                                 |
| 47°0′S 74°3′W / 47.000°S 74.050°W    | تشيلي                     |                                                 |
| 47°0′S 71°52′W / 47.000°S 71.867°W   | الأرجنتين                 |                                                 |
| 47°0′S 66°48′W / 47.000°S 66.800°W   | المحيط الأطلسي            |                                                 |